# جائزة فرنسا الكبرى 1969
جائزة فرنسا الكبرى 1969 هو سباق فورمولا 1 أقيم بتاريخ 6 يوليو 1969 في كليرمون فيران، أوفرن، فرنسا. كان الخامس من أصل 11 في بطولة العالم لسباقات الفورمولا واحد موسم 1969. حلّ البريطاني جاكي ستيورات أولا.